# Caloncoba brevipes
Caloncoba brevipes là một loài thực vật có hoa trong họ Achariaceae. Loài này được (Stapf) Gilg mô tả khoa học đầu tiên năm 1908.